# Serie (literatura)
En la literatura, una serie es un formato impreso por el cual una sola obra más grande, a menudo una obra narrativa de ficción, se publica por entregas secuenciales. Las cuotas también son conocidas como números, partes o fascículos, y se emiten ya sea como publicaciones separadas o dentro de los temas secuenciales de la misma publicación periódica.

## Historia temprana
El crecimiento de los tipos móviles en el siglo XVII llevó consigo narraciones episódicas y, a menudo desconectadas como L'Astree y Le Grand Cyrus. En ese momento, los libros seguían siendo un tema de alta calidad, por lo que al reducir el precio y ampliar el mercado, los editores producen grandes obras en tramos de menor costo llamados fascículos.

## sigloXIXy principios de 1900
La ficción seriada aumentó en popularidad durante la era victoriana en Gran Bretaña debido a una combinación del aumento de la alfabetización, los avances tecnológicos en la impresión, y la mejora de la economía de la distribución. Una mayoría significativa de las novelas "originales" de la época victoriana en realidad aparecieron por primera vez, ya sea en cuotas mensuales o semanales en las revistas o periódicos. El gran éxito de Charles Dickens. The Pickwick Papers, publicado por primera vez en 1836, es ampliamente considerado como lo que estableció la viabilidad y el atractivo del formato serializado dentro de la literatura periódica. Durante esa época, la línea entre la "calidad" y la literatura "comercial" no era clara. En los países de habla alemana, la novela por entregas fue ampliamente popularizada por la revista familiar semanal, Die Gartenlaube, que alcanzó a circular con 382.000 entregas en el año 1875.
En Francia, Alexandre Dumas y Eugène Sue eran maestros del género serializado. Los tres mosqueteros y El conde de Montecristo se publicaron inicialmente como folletín; El conde de Montecristo se extendió a 139 entregas. La novela por entregas de Eugène Sue, Le Juif errantaumento de la circulación de Le Constitutionnel de 3.600 hasta 25.000. La producción en forma de libro pronto siguió y la serialización fue una de las principales razones por las que las novelas del siglo XIX eran tan largas. Los autores y editores mantienen la historia en curso si fue exitosa ya que los autores fueron pagados por línea y por episodio.
Algunos escritores fueron prolíficos. Alejandro Dumas escribió a un ritmo increíble, muchas veces escribía con su compañero de doce a catorce horas al día, trabajando en varias novelas para su publicación por entregas a la vez. Sin embargo, no todos los escritores podían mantenerse al día con el ritmo de escritura en serie. Wilkie Collins, por ejemplo, nunca terminaba más de una semana antes de su publicación. La diferencia en la escritura a buen ritmo y la producción en gran parte determina el éxito del/a autor/a, ya que el "apetito" del público creó la demanda de nuevas cuotas.
Mientras los periódicos americanos primero sindicaban a escritores británicos, con el tiempo fue surgiendo una base creciente de autores nacionales. El auge de las publicaciones periódicas como Harpers y el Atlantic Monthly crecieron de manera simbiótica y a la par con talento literario estadounidense. Las revistas nutren y presentan una sostenibilidad económica para los escritores, mientras que los escritores ayudan al crecimiento de la base de circulación de los periódicos. Durante el siglo XIX, los que fueron considerados los mejores escritores norteamericanos primero publicaron su trabajo en forma de serie y sólo más tarde en un formato de volumen terminado. Como una pieza en Scribner's Monthly explicó en el año 1878: "Ahora es el segundo o tercer novelista quien no puede obtener publicación en una revista, y está obligado a publicar en un volumen, y es en la revista que el/la mejor novelista siempre aparece en primer lugar." Entre los escritores norteamericanos que escribieron en forma de serie estaban Henry James, Harriet Beecher Stowe, y Herman Melville. Una gran parte del atractivo para los escritores de la época eran las grandes audiencias en las que se podría alcanzar una serialización, que luego crecería siguiendo las obras publicadas.
Una de las primeras obras americanas importantes que se publicaría en formato de serie es Uncle Tom's Cabin, de Harriet Beecher Stowe, que fue publicada durante un período de 40 semanas por The National Era, un periódico abolicionista, iniciando su publicación en la edición del 5 de junio de 1851.
La serialización era tan habitual en la literatura americana que los autores de esa época a menudo construían estructuras a plazos en su proceso creativo. Henry James, por ejemplo, a menudo sus obras se habían dividido en segmentos de varias partes de similar longitud. El consumo de la ficción durante ese tiempo era diferente en el siglo XX. En lugar de ser leído en un solo volumen, una novela a menudo se "consume" por los lectores en cuotas durante un período tan largo como un año, con los autores y las publicaciones periódicas a menudo se responde a la reacción del público.
La serialización también era popular en toda Europa. En Francia, Madame Bovary de Gustave Flaubert fue serializada en La Revue de Paris en el año 1856. En Rusia The Russian Messenger serializo Anna Karenina de Leo Tolstoy desde 1873 hasta 1877 y The Brothers Karamazov de Fyodor Dostoevsky desde 1879 hasta 1880.
En las obras de adición a finales de la dinastía Qing de China habían sido serializadas. The Nine-Tailed Turtle fue serializada desde 1906 hasta 1910. Bizarre Happenings Eyewitnessed Over Two Decades fue serializado en Xin Xiaoshuo (T: 新小說, S: 新小说, P: Xīn Xiǎoshuō; W: Hsin Hsiao-shuo; "Nueva ficción"), una revista de Liang Qichao. La primera mitad de Guanchang Xianxing Ji apareció en entregas de Shanghai Shijie Fanhua Bao, serializado allí desde abril de 1903 hasta junio de 1905.
Otros escritores famosos en lengua inglés que escribieron la literatura en serie de revistas populares incluyen a Wilkie Collins, inventor de la novela de detective y autor de The Moonstone; Sir Arthur Conan Doyle, quien creó las historias de Sherlock Holmes originalmente para serialización en la revista The Strand; y el escritor polaco Bolesław Prus, autor de las novelas serializadas The Outpost (1885–1886), The Doll (1887–1889), The New Woman (1890–1893), y su única novela histórica, Pharaoh (esta última con carácter excepcional, escrita durante más de un año en su totalidad entre 1894-1895 y serializada sólo después de su finalización, en 1895-1896).

## Finales delsigloXXy principios delXXI
Con el auge de la emisión, tanto de radio y televisión en serie en la primera mitad del siglo XX, la ficción periódica impresa comenzó un lento declive, por lo que periódicos y revistas cambiaron su enfoque desde el entretenimiento a la información y noticias. Sin embargo, algunas serializaciones de novelas en periódicos continuó, con éxito desigual.
A partir de 1984, The Bonfire of the Vanities de Tom Wolfe, acerca de la ciudad de Nueva York en la década de 1980, corrió en 27 partes en Rolling Stone, parcialmente inspirado en el modelo de Charles Dickens. Rolling Stone pagó $200.000 por su trabajo, pero Wolfe revisó fuertemente el trabajo antes de su publicación como novela independiente. Michael Chabon también serializó Gentlemen of the Road en la revista The New York Times en 2007.
Durante el siglo XX, la aparición de la World Wide Web llevado a algunos autores a intentarlo de nuevo en un formato de serie. Stephen King experimentó con este formato con The Plant (2000), y Michel Faber le permitió a The Guardian serializar su novela, The Crimson Petal and the White. En 2005, Orson Scott Card serializó su novela fuera de la impresión, Hot Sleep, en el primer número de su revista en línea, InterGalactic Medicine Show de Orson a Scott Card.
El aumento de la "Fanfiction" en el Internet también sigue un estilo de ficción de serie de la publicación, como si se viera en los sitios web de fanes populares de ficción FanFiction.Net y Archive of Our Own (AO3).
Muchos autores aspirantes también utilizan la web para publicar obras libres para ser leídas en formato serializado independiente, así como las comunidades basadas en web como Livejournal, Fictionpress.com, fictionhub, y Wattpad. Muchos de estos libros reciben mayor cantidad de lectores de novelas exitosas; algunos han recibido el mismo número de lectores como los más vendidos en New York Times.
Además, la prevalencia de los dispositivos móviles hizo que el formato de serie fuese aún más popular con aplicaciones como JukePop Serials, con iOS, y Android, que se centran por completo en la curaduría y la promoción de novelas por entregas.